# Mokoshi

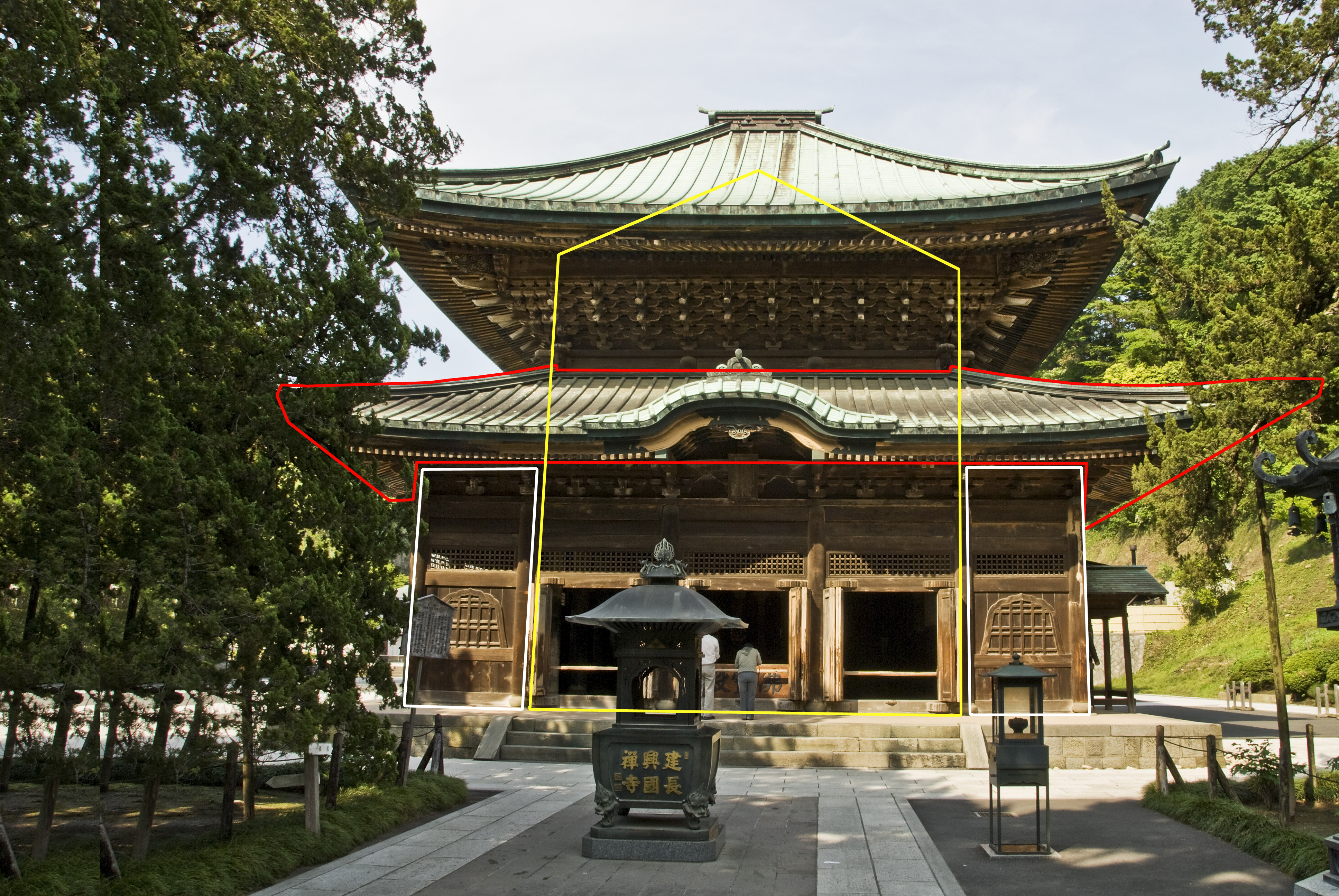
Amarillo: moya; rojo: mokoshi, blanco: hisashi

En la arquitectura japonesa un mokoshi (裳階・裳層 también se pronuncia shōkai?), literalmente "planta de falda" o "planta de manguito", es un techo reprimido decorativo que rodea un edificio por debajo del verdadero techo. Ya que no se corresponde con cualquier división interna, el mokoshi da la impresión de que haya más pisos que realmente hay. Por lo general, tiene un ken de profundidad y es más frecuente en los templos budistas y pagodas. El mokoshi normalmente cubre un hisashi, una pared que envuelve un edificio en uno o más lados, pero se puede unir directamente al núcleo de la estructura (la moya), en cuyo caso no hay hisashi. El material de cubierta para el mokoshi puede ser el mismo o diferente como en el techo principal.

## Origen y propósito
El nombre deriva del hecho de que se envuelve y esconde el edificio principal como el manguito (裳裾 mosuso?). Su propósito era, de hecho, ocultar los pilares de sustentación de la estructura, dándole un aspecto más ligero y más simple. se ha utilizado ampliamente por las sectas Zen en diversas estructuras de sus complejos de templos.
Otro nombre para un mokoshi es yuta (雪打?), De ahí el nombre de yuta-zukuri (雪打造 estilo yuta?) dado al estilo de un edificio con esta técnica. Este nombre comenzó a ser utilizado durante la Edad Media, y se deriva de la idea de que su presencia ofreció protección contra la nieve.

## Ejemplos importantes
Los tres pisos al este de la pagoda japonesa del Yakushi-ji (Tesoro Nacional de Japón) parecen ser seis debido a la presencia de un mokoshi entre cada piso.
El primer kon-dō del Hōryū-ji tiene dos pisos como un mokoshi, que se añadieron en el período Nara con postes adicionales. Estos eran necesarios para sostener el primer techo original, que se extendió más de cuatro metros por delante del edificio. Hōryū-ji es el ejemplo más antiguo existente de mokoshi.
El butsuden (sala principal) de un templo Zen suele tener un mokoshi, y por lo tanto parece a un edificio de dos pisos, aunque en realidad no lo es.

## Galería
Todas las estructuras siguientes tiene un mokoshi:

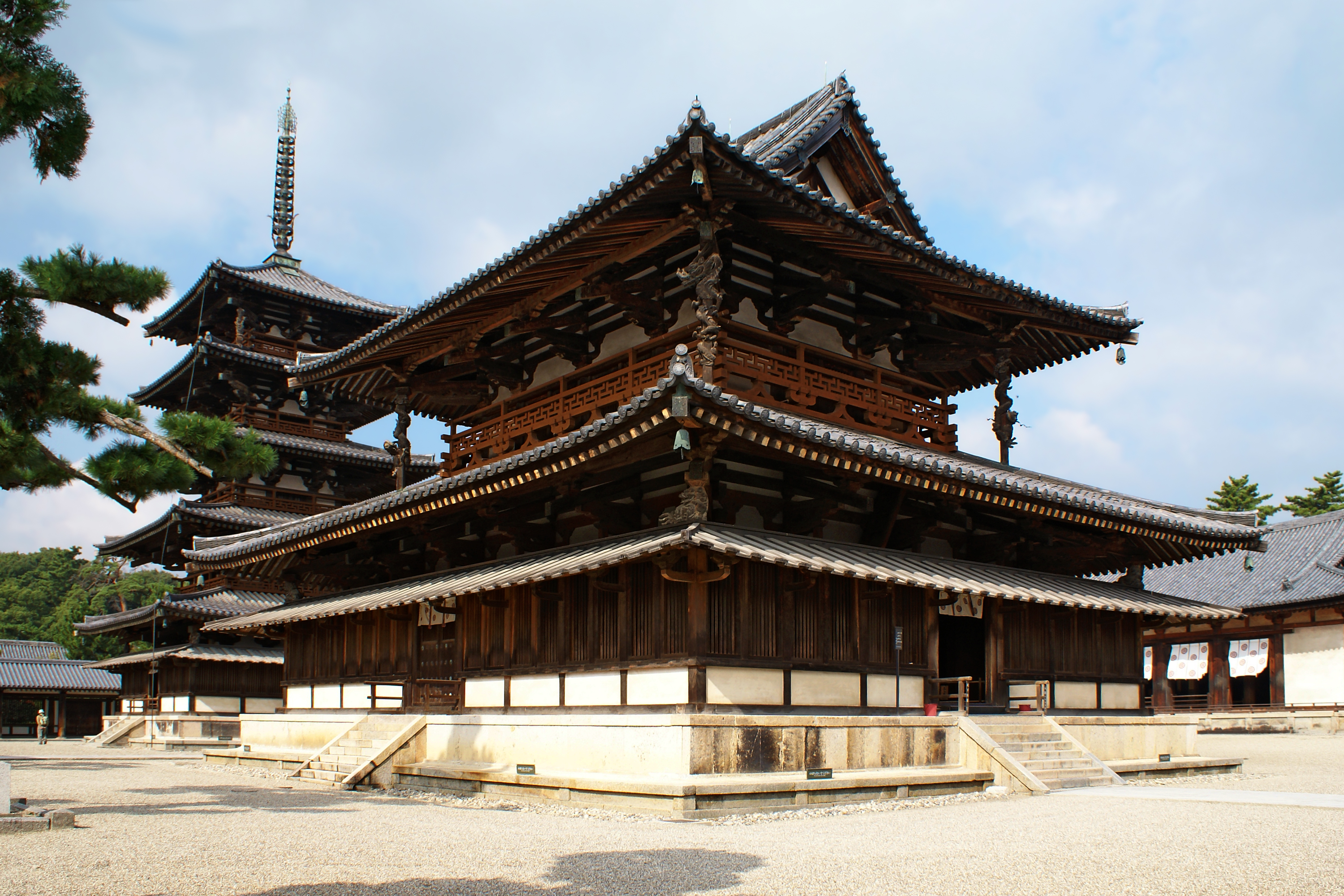
Kon-dō del Hōryū-ji
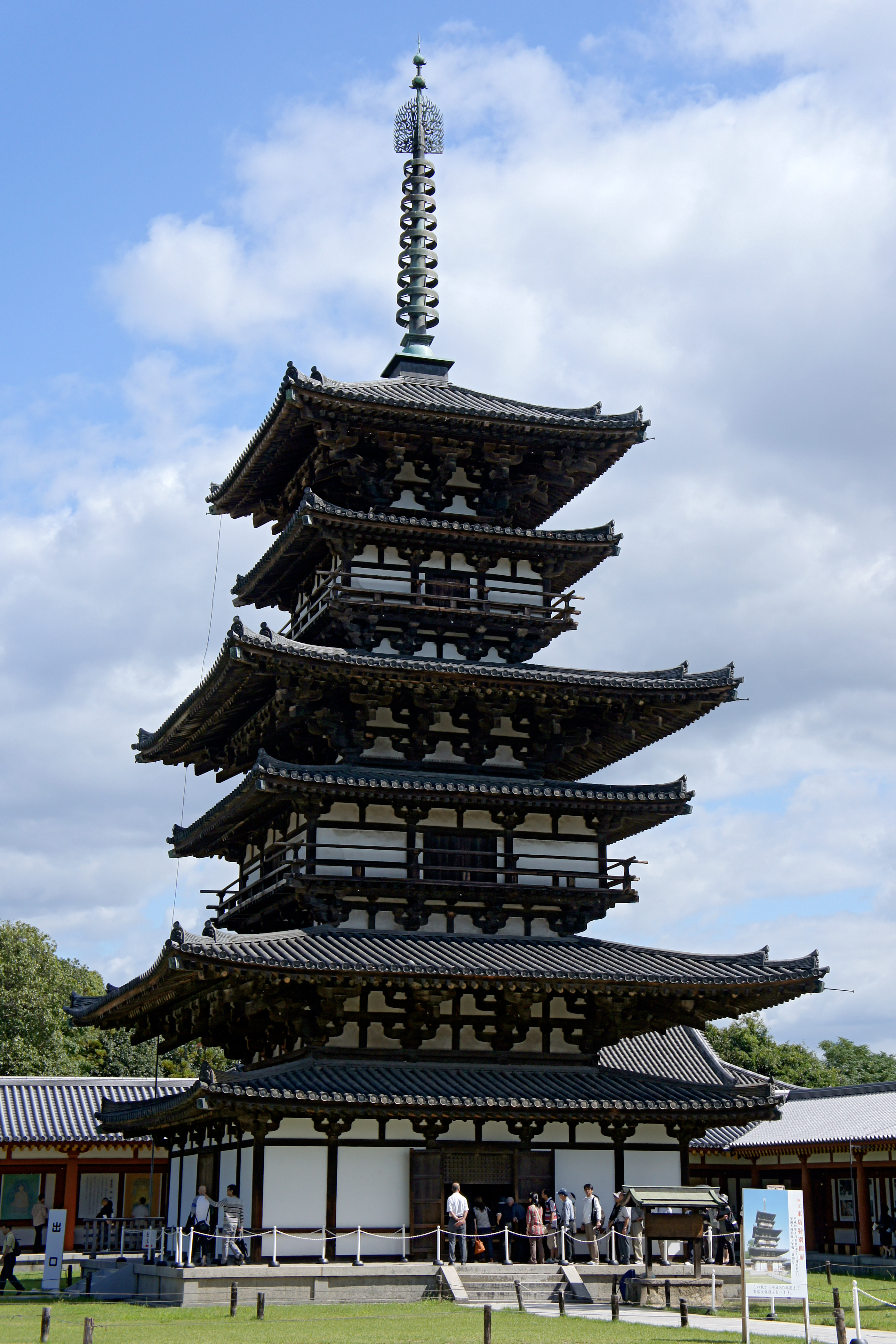
Pagoda del este de tres pisos del Yakushi-ji
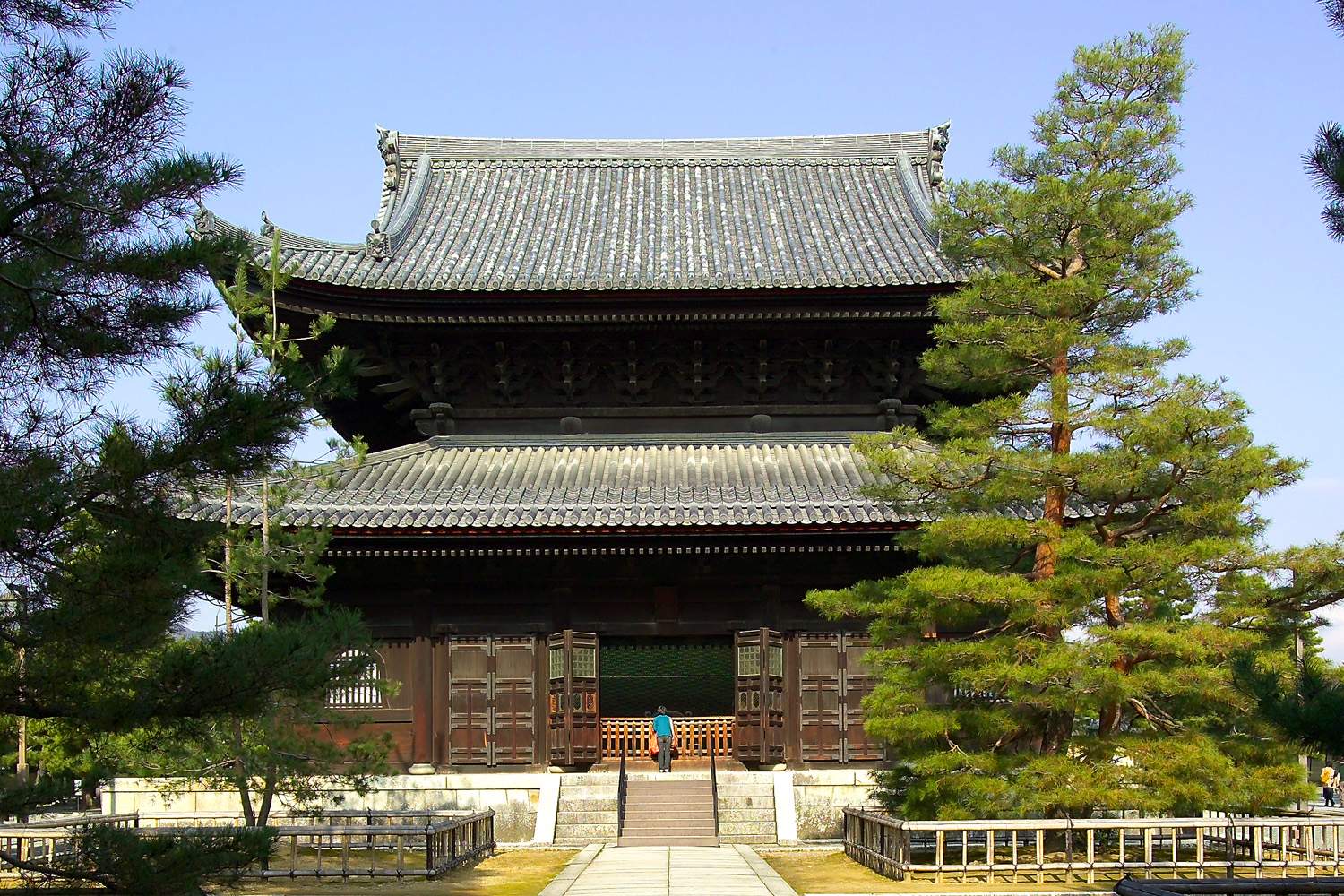
Butsuden de Myōshin-ji
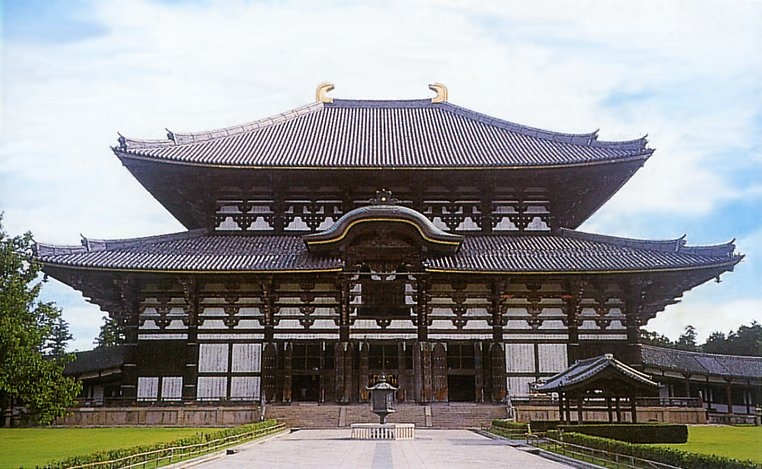
Daibutsuden del Tōdai-ji